# Brdo (gmina Mrkonjić Grad)
Brdo (cyr. Брдо) – wieś w Bośni i Hercegowinie, w Republice Serbskiej, w gminie Mrkonjić Grad. W 2013 roku liczyła 548 mieszkańców.